# Jacques Mennessons
Jacques Mennessons, dit aussi Mennson, né le 10 février 1923 dans le 12e arrondissement de Paris et mort le 22 novembre 1983 dans le 13e arrondissement de Paris, est un peintre et sculpteur français de la seconde École de Paris. Après une formation technique, il se choisit pour maîtres Albert Gleizes et Henri Laurens. Son œuvre évoluera de l'expressionnisme à l'abstraction lyrique pour aboutir à l'art concret structuré par les nombres.

## Biographie

### Période de formation
Le 10 février 1923 Jacques Mennessons naît à Paris. À la sortie du collège, ses parents, ayant remarqué ses aptitudes pour le dessin, lui proposent une inscription à l'École professionnelle de dessin industriel dont il obtient le diplôme en 1942. En 1945, il entre à l’Arsenal de l’Aéronautique à Châtillon comme dessinateur d’études.
Quand après la guerre, le Louvre ouvrira à nouveau ses portes, il ira voir les “Géants” de la peinture découverts à cette occasion, et sera très impressionné par Goya, Hans Memling, Paolo Uccello, El Greco.

Il ne cesse alors de s’engager sur un chemin de peinture, et s’exerce à l’Académie de la Grande Chaumière. Une toile de Pierre Bonnard où une vache rouge se détache sur un pré vert lui fait découvrir la puissance de la couleur et la façon moderne de s’exprimer en peintre. Il décide alors d’abandonner sa profession en 1946 et d’entrer en peinture à ses risques et périls.

### Rencontres avec Laurens et Gleizes
Aux Salons des moins de 30 ans de 1946 et 1947, un jury exigeant (y siège Jacques Villon) accepte ses envois : L’Homme et son chien qui saute (1946) et Autoportrait (1947).
Jacques Mennessons continue ses visites au Louvre où il exécute des copies. Une toile de Matisse Au magnolia lui révèle « la présence du cœur », une lumière invisible qui émane d’une surface colorée très puissante.
Après avoir visité une exposition d’Henri Laurens à la galerie Dina Vierny, il lui écrit, et Laurens accepte de le recevoir : naît alors entre eux une vraie amitié. Il expose au Salon des Surindépendants en 1950 et la femme du sculpteur, Marthe Laurens, lui achète une toile pour la fête de son mari.

Bien que patronné par Jacques Villon et Alberto Magnelli, il se voit refuser une bourse pour aller étudier l’art de la fresque à Florence.

Un article d’Albert Gleizes dans la Revue Art sacré le pousse à lui écrire car il voudrait aller travailler à ses côtés à Saint Rémy de Provence. La réponse est positive et il fera une halte merveilleuse de 2 ans, alors qu’il était parti pour un été. Pour Mennessons ce n’est plus la peinture pour la peinture, mais la peinture pour l’homme. Toiles et gravures se succèdent (Série Je voudrais être un nuage, 1952-1953) ainsi que des expositions à l’Isle sur Sorgue.
Brutalement, Gleizes meurt en juin 1953. Mennessons ressent cette perte comme celle d’un père.
Laurens l’invite au Salon de Mai 1954. Las ! Une crise cardiaque le terrasse dans la rue lors de ce même Salon. Mennessons perd ainsi en moins d’un an deux maîtres et amis.
Il revient définitivement à Paris en juillet 1954, aide Marthe Laurens dans l’élaboration d’un livre sur le sculpteur, et fréquente l’Académie Ranson.

### La figuration expressionniste, contrepoint nécessaire
Jacques Mennessons accumule des dessins au trait, où les modèles de l’Académie Ranson sont considérés d’emblée comme l’émanation d’une base rythmique pure.
Beaucoup de toiles, comme Le Peintre (1955), La Chaise triste (1957), peuvent être classées dans le Nouveau Réalisme, comme Angebault, directeur alors de Ranson, le rappelait à Mennessons en 1965.
Dans ce retour à la figuration habitée par le rythme, se glisse peu à peu la notion d’espace entre-deux : elle va devenir primordiale les années suivantes.
Dans son univers très haut en couleur, cette période se remarque par sa tonalité sombre, reflet de l’état d’esprit du peintre.

Après avoir occupé un atelier à Puteaux, puis à Neuilly chez un décorateur, à la faveur d’un engagement dans une agence d’architecture, il peut entrer dans une modeste chambre de bonne à l’Étoile, où il restera trois ans.

### Retour à la couleur et période lyrique
La fréquentation du cirque Medrano, le travail en agence d’architecture qui permet, à Jacques Mennessons, des recherches pour parachever ce qu’il pressent (l’unité peinture, sculpture, architecture), l’intérêt d’un marchand (Camille Renault) pour son œuvre, une vision du Christ ressuscité dans l’église Saint Germain l’Auxerrois, tout cela contribue à redonner espoir à Mennessons et couleurs joyeuses à son œuvre qui éclate en grandes toiles colorées, sur des objets quotidiens : boîte à café Legal, sur le Sport en gouaches et toiles sur le football et le rugby, sur des thèmes spirituels, chrétiens ou orientaux : Les Prophètes 1961, Le Mont Fuji 1962.
Une exposition au Raspail vert, à Montparnasse avec une vingtaine de toiles, des invitations en 1963 au salon Comparaisons avec Béatitudes vertes et au salon Réalités spirituelles avec Résurrection marquent le retour vers une activité intense et reconnue par le public. Sa dernière exposition à la galerie Simone Heller en 1965 donne lieu à un achat par l’État.

### De l’abstraction lyrique à l’art concret
Dans un nouvel atelier à Nogent-sur-Marne naissent de nouveaux thèmes : évasion vers la lune, intériorisation du paysage. L’État achète deux cartons de tapisserie et L’Œil participe à une exposition de tapisseries françaises anciennes et modernes à l’institut des Beaux-arts de Mexico. En sculpture, il étudie l’interaction forme-couleur : la peinture intervient dans le cours du travail de sculpture pour modifier la forme qui, à son tour, modifie la couleur. Il exécute un important travail de fond exprimé en poteries émaillées, toiles, gouaches et pastels sur le thème de l’Apocalypse, déjà présent auparavant dans son œuvre et qui sera montré dans une exposition en Allemagne, près de Stuttgart.

Le contact avec l’art concret, lors de voyages en Allemagne et Suisse alémanique favorise le passage vers une nouvelle forme de composition : Rotation des formes et des couleurs sur les quatre côtés d’un carré, donc possibilité de permutation avec une même qualité d’espace dans des linogravures groupées en composition.
Travail sur des disques de bois évidés et peints, et maquettes en carton de sculptures destinées à être incorporées à l’architecture. Ce sont de nouveaux apports dans l’œuvre.
Pour lui qui a toujours voulu rendre le mouvement sur une surface plane et statique, c’est une suite logique de s’intéresser au moyen d’expression cinématographique : il va, à partir de 1971, produire une série de courts métrages en format super8.

### Période d’art concret
Dans cette période ce sont les nombres dorés qui règlent tous les rapports dans l’œuvre. Les toiles seront dorénavant peintes à l’acrylique. Ce medium sèche très vite, ce qui laisse à la créativité bouillonnante de Jacques Mennessons la possibilité de s’exprimer aussitôt dans l’exécution.

Le nouvel espace est celui de la lumière en mouvement dans la série Les Energétiques. Peu à peu s’élabore la synthèse du travail du peintre et du sculpteur. Grâce à la précision, la souplesse et aux variations infinies qu’offre ce matériau précieux qu'est le nombre, des univers très différenciés seront créés.
Celui des Cibles offre un champ clos favorable à la méditation. Dans les Volets, la lumière joue à cache-cache dans un espace modulé en bandes horizontales primaires, secondaires ou tertiaires. Les Planeurs font sentir l’apesanteur aérienne, sereine et fragile comme la vie. Les Paravents tentent l’alliance difficile dans cet univers rigoureux du nombre 3: les primaires bleu, jaune, rouge, et du nombre 2 : les valeurs noir et blanc. Les Découpages monochromes de 1981 sont un souvenir de l’art hindou apprécié dans les musées américains, les Pyramides de 1982 font monter la tension lumineuse vers le centre, serti comme un joyau et dans la série des Croix ou L’Homme debout de 1983, restée inachevée, les diagonales dilatent ou resserrent doucement l’espace vers le centre.
Denise René a présenté dans sa galerie, en face de Beaubourg des œuvres à l’encre de Chine sur bristol à partir de 1978, et offrira à Mennessons l’occasion de créer des sculptures au sol, bleu, jaune, rouge, d’abord fixes, puis démontables: par la réflexion de leurs surfaces laquées se créent des jeux de lumière et se recompose le spectre lumineux. Les sculptures suspendues noires et blanches tournent aux souffles de l’air et planent comme des oiseaux : Vaisseau-manège, Mouettes banches, dans un équilibre où elles défient la pesanteur.

À Bâle, en 1980, la galerie Art Shop a présenté un large éventail des Paravents en couleurs et des œuvres sur papier en noir et blanc, dans les séries Enceintes, et Araignées, entre autres.
Cependant l’œuvre filmique n’a cessé de se développer et s’achèvera avec deux films qui recréent dans le rythme des images la démarche de Mennessons. L’un, condensé est Nezzen, l’autre, plus complet est OH-ART, titre et sens que depuis 1980 Mennessons a donnés à son œuvre : Art du choc et de l’éveil.
Tout au long de sa vie de peintre et de sculpteur, il a fui la statique, synonyme pour lui de mort, et recherché le mouvement et l’ascension vers la lumière : son œuvre a toujours été pour lui la recherche de l’ordre profond, du sens de sa vie. Il l’a faite comme elle l’a fait. Il est parti, elle reste, témoin de paix et de vie.

## Les grands thèmes de l’œuvre
Le défi que s'est lancé dès le début Jacques Mennessons, c'est de piéger la dynamique du mouvement sur la surface statique de la toile ou du papier, et pour ce, il commence par l'étude du croquis fini comme un dessin malgré sa rapidité d'exécution : le couvreur sur le toit pendant qu'il tombe entraînant une tuile… et des suivantes. À ce défi spatial correspond la gageure de rendre dans l'espace pictural le déroulement temporel de la musique et des émotions. Les couleurs et les formes réglées par le jeu magique des nombres obéiront à ce dynamisme quand il s'agira de rendre le monde de la spiritualité occidentale ou orientale, au-delà du visible, mais lui donnant son sens.
Fuir la répétition sclérosante, car « Tout n'arrive qu'une fois dans la vie et dans la peinture ». Cette devise rend compte de la diversité de l’œuvre et de son authenticité, comme elle se reflète dans ces grands thèmes :
- Nature : Pour le citadin qu'est Mennessons, le contact avec la nature est primordial : elle lui assure respiration, oxygénation, c'est le tout dont il se sent partie, qu'elle soit exubérante ou policée, mais toujours au-delà de la figuration.
- Voyages : Qu'il sillonne la France, l'Europe, ou les États-Unis, dans des paysages ou sites urbains, l'essentiel pour l’artiste est l'étonnement de la découverte, l'ouverture aux autres, l'ébranlement intérieur.
- Humour : Tout au long de sa vie et de son œuvre, la distance intérieure et critique de l'humour a permis à Mennessons de s'évader avec élégance et de surmonter les difficultés.
- Sport : Sportif lui-même, Mennessons apprécie dans cette pratique l'exigence de dépassement et un univers de mouvement vital.
- Cirque : Par son alliance paradoxale des contraires : rire et tristesse, légèreté acrobatique et danger, cet univers a toujours fasciné Mennessons qui y voyait l'image de la vie.
- Musique : Contrairement aux arts plastiques, la musique se déroule dans le temps, et elle fut pour Mennessons bonheur et défi : rendre sur un support fixe son mouvement sans le figer.
- Spiritualité : Quand Mennessons s'est engagé en peinture, c'est qu'il y voyait la seule façon d’exprimer son exigence d'absolu, ce qui l'a amené à visiter diverses spiritualités (celles des religions du Livre comme celle du bouddhisme Zen) pour découvrir l'esprit qui anime la glaise humaine.
- Apocalypse : Son étymologie : dévoilement de ce qui est caché, explique l'attirance de Mennessons pour ce Livre, le dernier de la Bible, car il épouse le sens même de son œuvre et de sa vie : aller au-delà des apparences.
- Nombres : Dès le début de son chemin de peintre, la découverte du nombre d'or dans les livres de Matila Ghyka a révélé à Mennessons sa richesse. Au fil du temps, les nombres sont devenus pour lui matériau de prédilection, par leurs possibilités infinies de variations et la maîtrise dans la liberté qu’ils lui offraient.
- Autoportrait : Figuratif ou abstrait, mêlé au paysage ou teinté d’humour, ce thème d’introspection, miroir du peintre, disparaît dès que les nombres, dans la dernière partie de sa vie et de son œuvre, prennent la première place.

## Expositions
- Exposition à la mairie du 13e du 22 mars au 1er avril 2016
- Réalités nouvelles du 13/11 au 15/02/2009 à la galerie Drouart